# قبة السلطانية
قُبَّة السُّلطانية هي ضريح ثامنِ سلاطين السُّلالة الإِيلخانية محمد أولجايتو الذي شُيِّدَ مابين سنة 1302م و 1312م في مدينة سلطانية الأثرية (عاصمةِ القَبائِلِ المَغُولية الخَانديَّة). الواقعة في مقاطعة زنجان شمال غرب إيران. تم إدراجها ضمن قائمة التراث العالمي لليونسكو في (تموز-يوليو) 2005 

## تاريخ
(قنغورألانك) هو الاسم السَّابق لِسُلْطَانية وهو لفظ مَغولي أطلقه عليها المغول حين كانوا يتخذونها مكانا لرعي أغنانهم، ينزلون به عند عبورهم من العراق نحو أذربيجان. وعندما اعتلى محمود غازان على العرش أراد أن يتَّخذها عاصمةً لحكمه. وقد عُرف عنه حبه للعمارة، فأراد أن يكون له مدينة في بستان سلطانية، وشرع فعليا في بناءِها لكن الأجل وافاه قبل أن يُتم ذلك.فخَلَفهُ أخوه محمد أولجايتو وقرر استكمال ما بدأه أخوه. فقام ببناء قلعة كبيرة تشبه المدينة وأسماها سُلْطانية، وأرفقها بضريحٍ شاهقِ الطُّول وهو قُبَّة السُّلْطانية ثم أوصى بأن يدفن فيها. وكان قد أحاطها بحصنٍ منيعٍ مربَّعِ الشَّكل بلغ طولهُ نحوَ ثلاثين ألفِ قدمٍ.

## عمارة
بُنِيَت قُبَّة السُّلطانِية على الطِّراز المعماري الآذري وهو فن العمارة الشائع في ذلك الزمن، ويذكر المُؤَرِّخون أن البناء كان نقلةً نوعيةً للفنِّ المعماري السائد أسفرت عن ولادة فن جديد مُنْشقٍ عن نظيره السُّلْجُوقِي. أشرف على بناءها المؤرِّخ رشيد الدين فضل الله الهمذاني، وهي أقدم قُبّة مزدوجة في إيران، كانت تُعتبر عند بناءِها أعلى قُبّةٍ في العالم حيث بلغ ارتفاعها 50 متراً وتُعتَبر حاليا ثالثَ أعلى قُبّةٍ في العالم بعد كنيسة سانتا ماريا ماجيوري في فلورانسا الإيطالية، وكنيسة آيا صوفيا في اسطنبول التركية.وقد شُيِّدَتْ قُبّة السُّلطانية فوق عمارة مثمَّنة الزوايا، تضم ثماني إيوانات وتعلوها ثمانُ مآذنٍ رفيعة.
يَذْكُر المُؤَرِّخون أنّها استُلهمت من أبوابِ الجنَّة الثمانية.وقد تم بناء وزخرفة المبنى على مرحلتين زمنيتين مختلفتين حيث كان الطابوق والقاشاني أبرزَ ما يُميِّزُها.

### الزخرفة

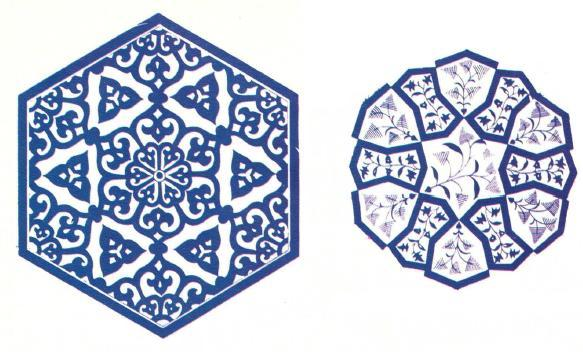
نموذج للزخرفة القاشانية.

زُخْرِفَ القِسمُ الدَّاخِلي لقُبّة السُّلطانية بنُقوشٍ ملوَّنةٍ ذاتِ الطَّابع القَاشَاني الجميل، وكُتِبت بالخَط العَربي آياتٌ من القرآنِ الكريمِ، وأحاديث النَّبي محمد (صلى الله عليه وسلم)، وبعض الحِكم للإِمام عليّ بن أبي طالب (كرَّم الله وجهه)،واسم السُّلطان محمد أولجايتو (أمر بعد ذلك بتغطية كل الزخارف بطبقة من الجص لأسباب غير معروفة).كما رُسِمَت دائرة في الإيوان الثاني في الطّابق العُلوي كُتِب عليها عبارة اللَّهم اشفِنا بِشِفائِك وداوِنا بدوائِك والمقصود بها هو محمد أولجايتو إذ كان يصارع مرض العُضالِ وقتها.

### أقسام المبنى
ينقسمُ مبنَى السُّلطانية إلى ثلاثةِ أقسامٍ:
- المدخل.
- موضع التربة:باعتبار أن محمد أولجايتو أصبح مُتشيِّعاً بعد أن كان سنيّاً وقبلها مسيحيّاً، فإنه أمر بأن يتم نقل كمياتٍ معتبرة من تُربتي المَرقدين المُقدَّسين للإمام علي بن أبي طالب ونَجْله الإمام الحسين، إلى مبنى السلطانية والسِّرداب.
- السِّرداب:أوصى محمد أولجايتو بأن يُدفن بالسِّرداب، واختلف المُؤَرِّخون بين أن يكون أولجايتو يرقُد في السِّرداب، أو أن جُثمانه نُقِل إلى مكانٍ آخر.يُذكر أن محمد أولجايتو تُوفي بعد سنتين من انتهاء بناء السلطانية عن عمر يناهز الـ34 عاما، بعد صراعٍ مع مرض العُضال.[7]

## معرض الصور

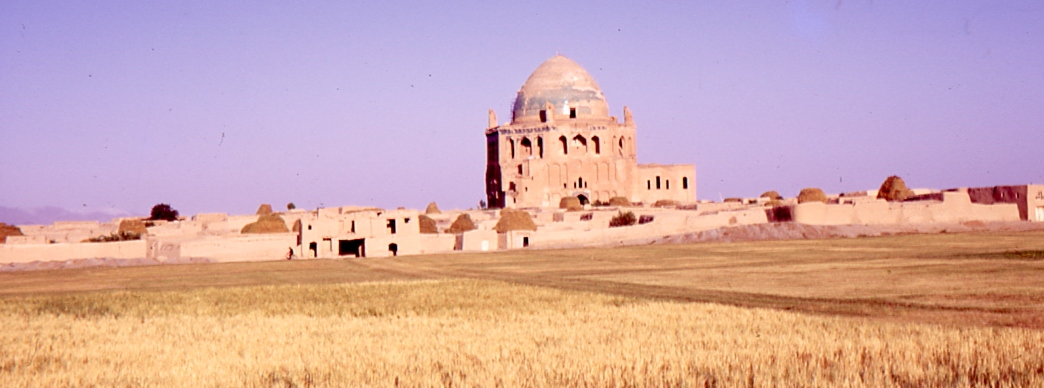
مدينة السُّلطانية وقُبَّتها سنة 1969
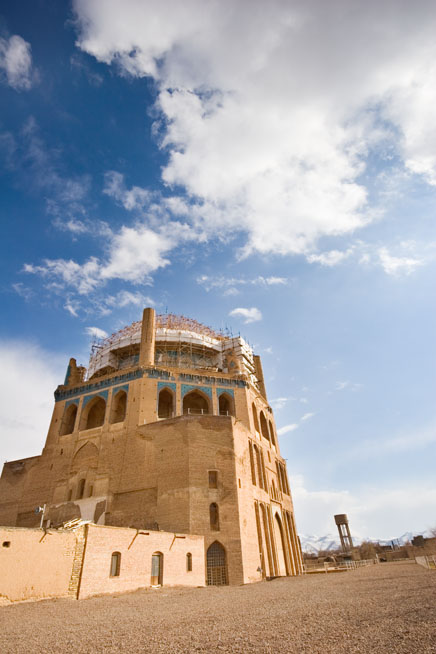
قُبّة السُّلطانية والثَّمان منارات.
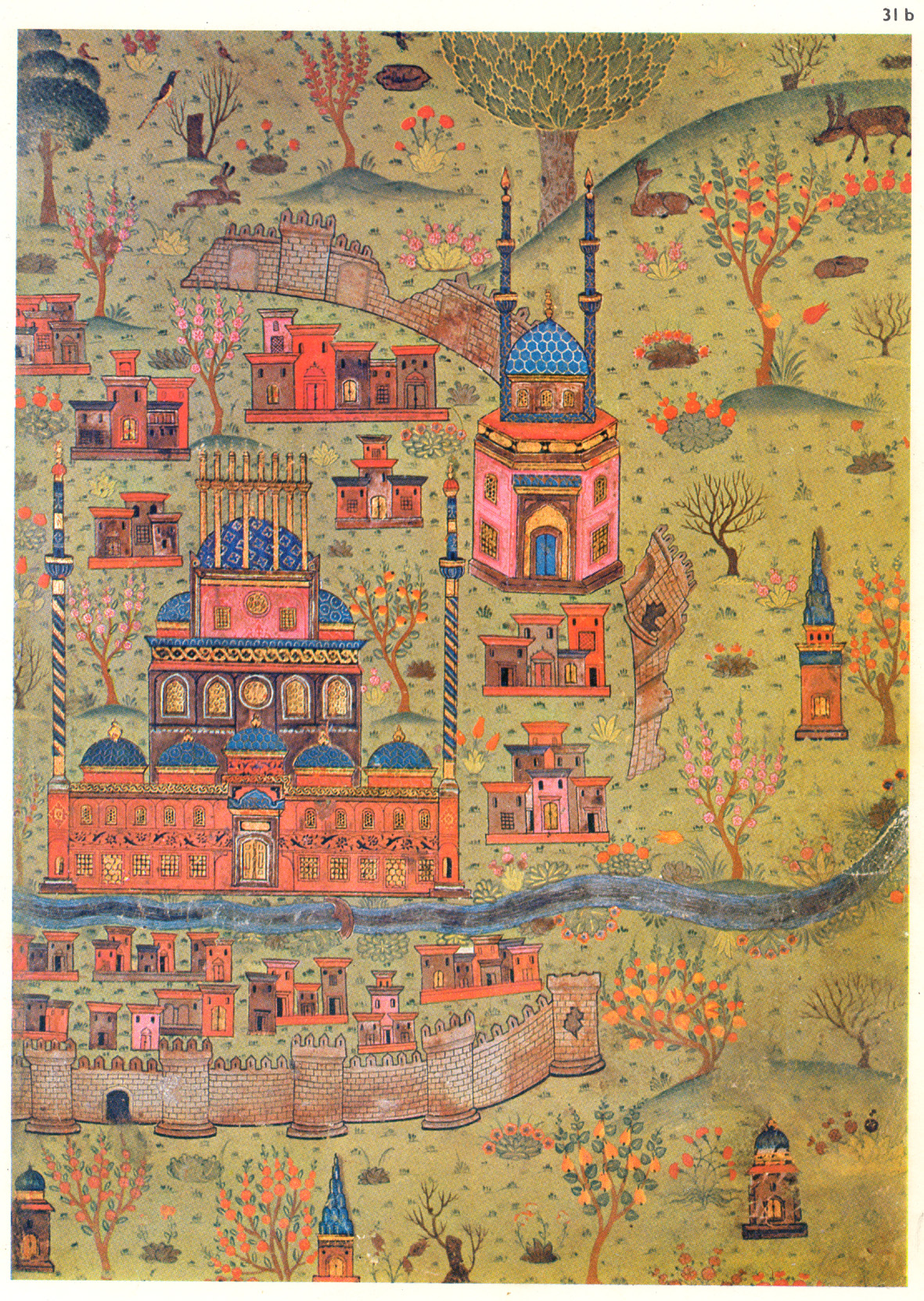
خريطة لمدينة السُّلطانية في القرن السادس عشر.
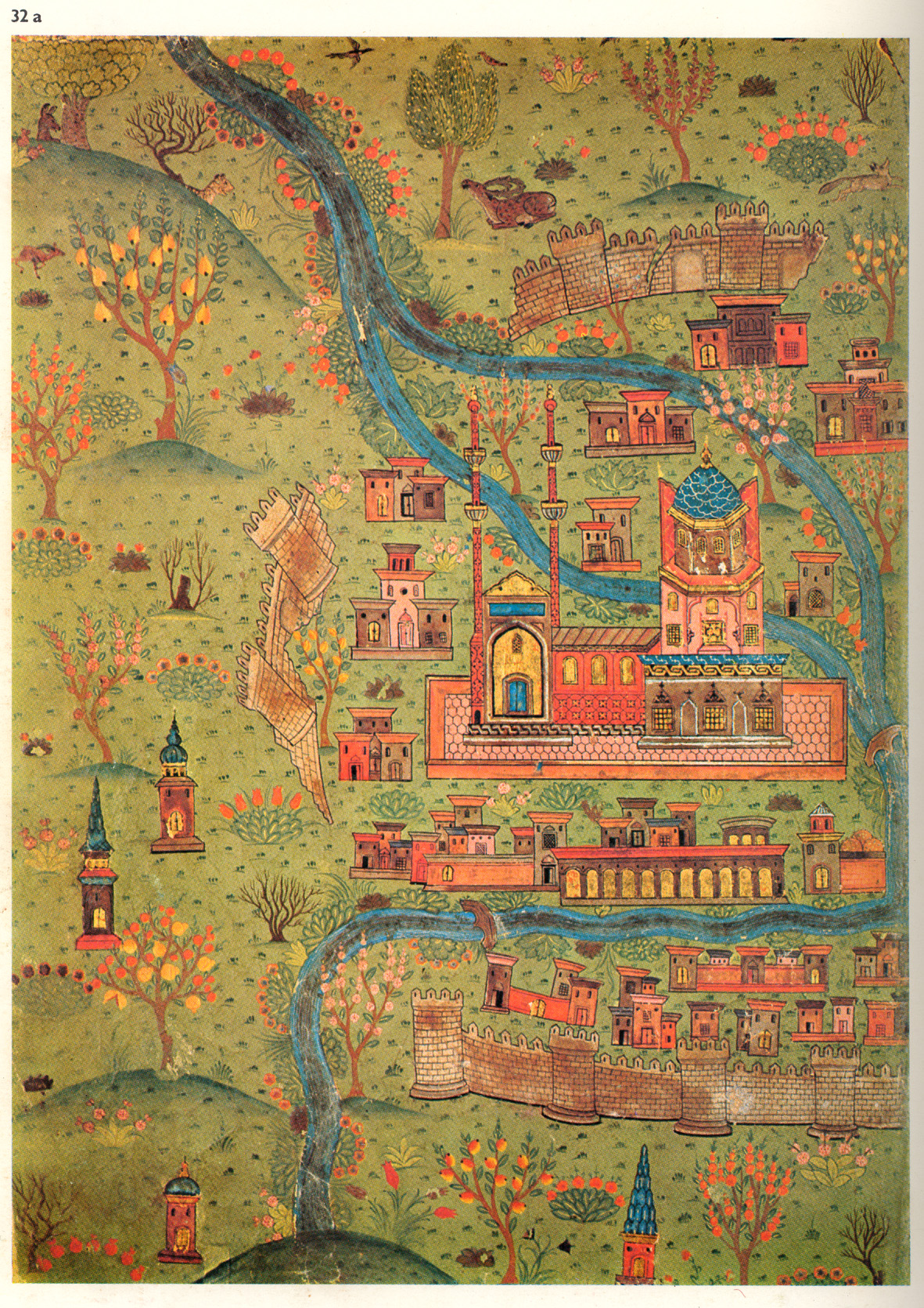
خريطة لمدينة السُّلطانية في القرن السادس عشر.
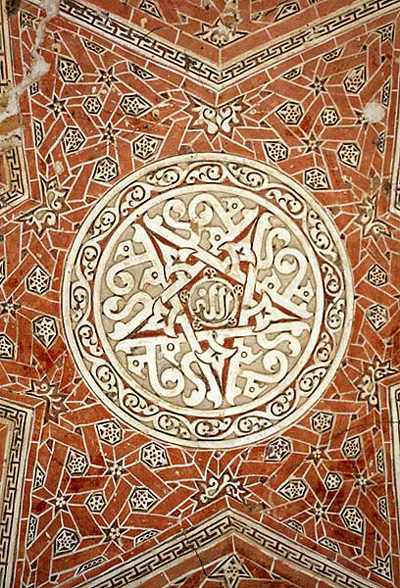
القُبَّة من الداخل.
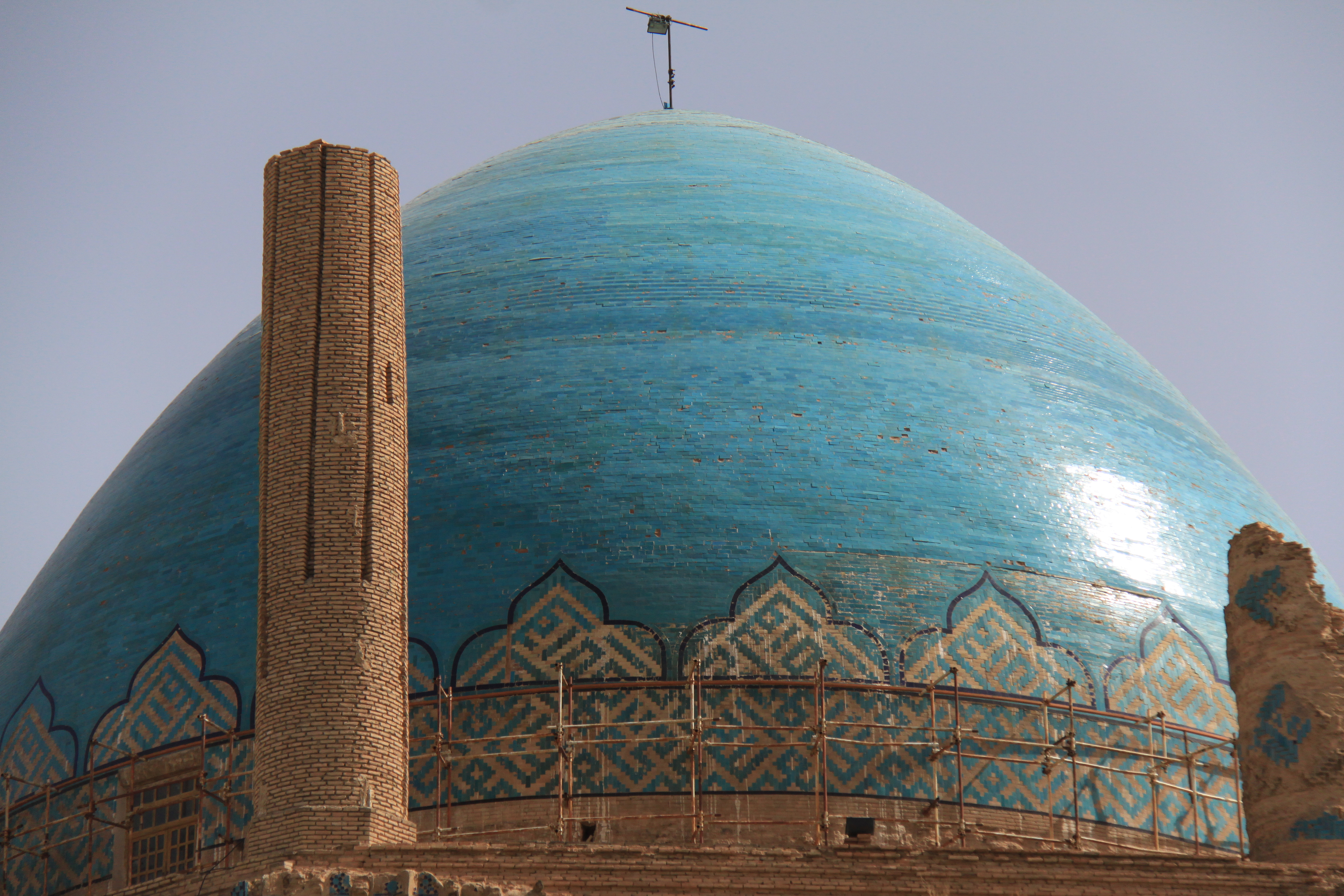
تفاصيل القُبَّة من الخارج.
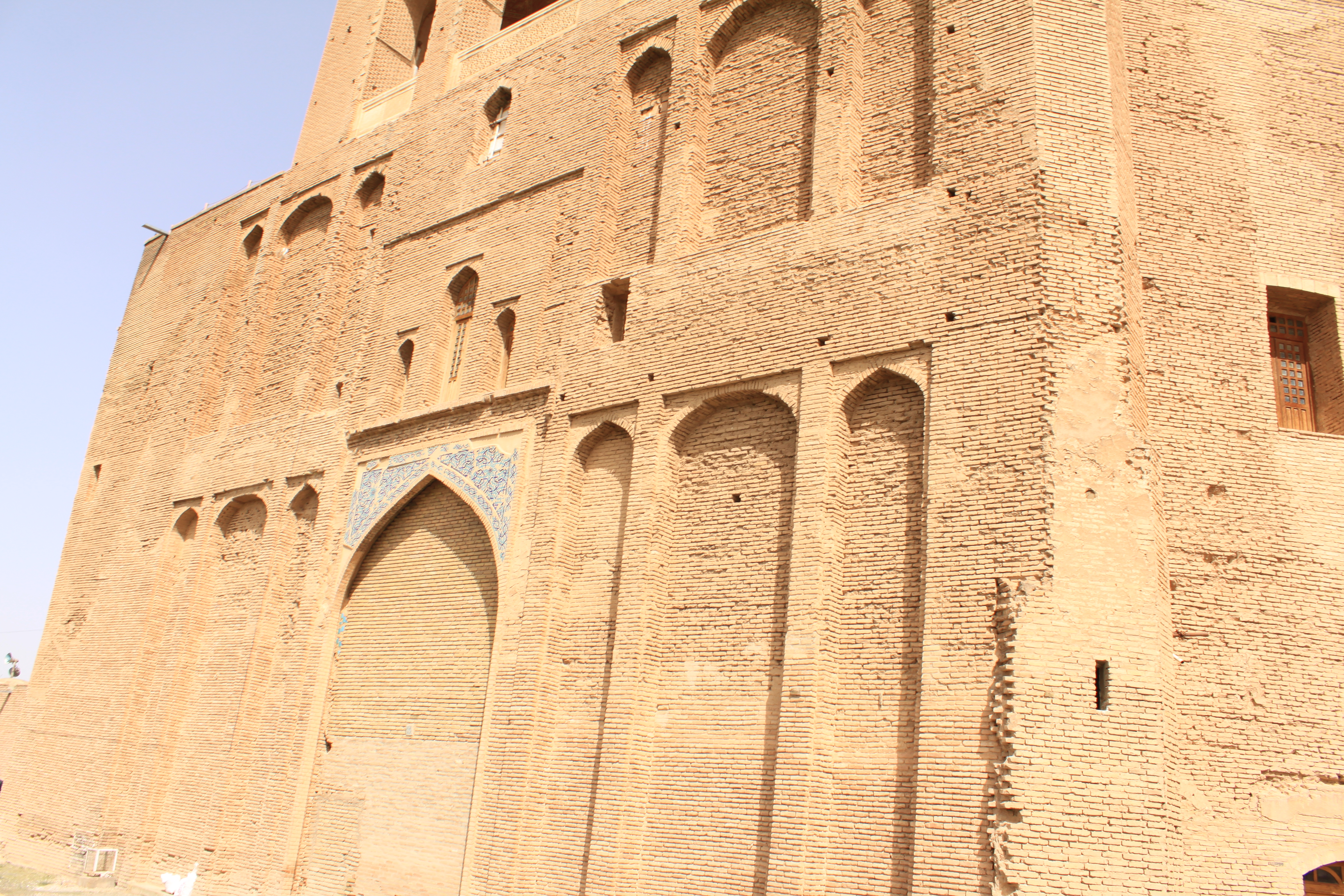
تفاصيل الجدران.
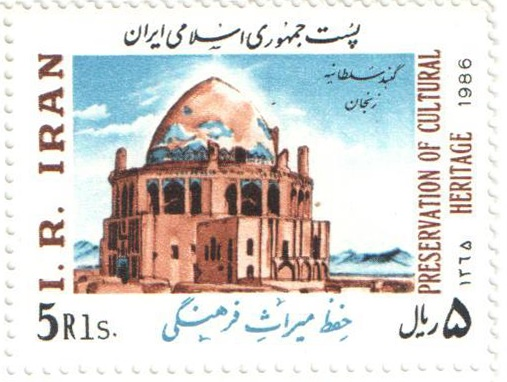
صورة قُبَّة السُّلطانية على طابع البريد الإيراني سنة 1986.